# Drosera sect. Lasiocephala
Drosera sect. Lasiocephala es una sección con 11 especies tuberosas perennifolias del género Drosera. 

## Especies
- Drosera caduca
- Drosera darwinensis
- Drosera derbyensis
- Drosera dilatatio-petiolaris
- Drosera falconeri
- Drosera fulva
- Drosera kenneallyi
- Drosera lanata
- Drosera ordensis
- Drosera paradoxa
- Drosera petiolaris

- Datos: Q18419706
- Especies: Drosera sect. Lasiocephala